# Karantunić
Koordinati:   44°00′30″N, 15°14′23″E
Karantunić je majhen nenaseljen otoček v Jadranskem morju. Pripada Hrvaški.
Otoček, na katerem je svetilnik, leži nasproti rta Suhi rt na otoku Ugljanu. Površina otočka meri 0,029 km². Dolžina obalnega pasu je 0,64 km.
Iz pomorske karte je razvidno, da svetilnik, ki stoji na južni obali otočka, oddaja svetlobni signal. B Bl(3) 10s. Nazivni domet svetilnika je 9 milj.